# Immagine stereo

Con il termine immagine stereo ci si riferisce all'aspetto della registrazione e riproduzione di un suono stereofonico per ciò che riguarda le posizioni spaziali percepite delle sorgenti sonore, sia lateralmente che in profondità. Un'immagine è considerata buona se la posizione degli artisti può essere chiaramente identificata; l'immagine è considerata scadente se la posizione degli artisti è difficile da individuare. Una registrazione stereo ben fatta, riprodotta correttamente, può fornire una buona immagine all'interno del quadrante anteriore.  
I sistemi più complessi di registrazione e riproduzione come il surround e l'Ambisonics possono offrire una buona immagine intorno all'ascoltatore e perfino includere informazioni sulla profondità. L'ottenimento di una buona immagine stereo è solitamente pensato nel contesto della registrazione con due o più canali, sebbene la registrazione a canale singolo possa trasmettere informazioni di profondità in modo convincente.
La qualità dell'immagine che arriva all'orecchio dell'ascoltatore dipende da numerosi fattori, tra i quali il più importante è la microfonatura originale, cioè la scelta e la sistemazione dei microfoni di registrazione, considerando anche la dimensione e la forma dei diaframmi microfonici e la posizione e l'orientazione di ciascun microfono relativamente agli altri microfoni.
Per molti ascoltatori, una buona immagine aumenta notevolmente il piacere di riprodurre musica. Si può ipotizzare che ciò sia dovuto all'importanza, dal punto di vista evolutivo, per gli esseri umani di sapere da dove provengano i suoni e che l'ottenimento di una buona immagine stereo potrebbe, quindi, essere più importante di alcune considerazioni puramente estetiche nel soddisfare l'ascoltatore.